# Адріан Негулеску
Адріан Негулеску (рум. Adrian Negulescu; нар. 10 червня 1961) – румунський шахіст, міжнародний майстер від 1981 року.

## Шахова кар'єра
На перетині 1979 і 1980 років здобув у Гронінгені бронзову медаль чемпіонату Європи серед юніорів до 20 років (позаду Олександра Черніна і Зураба Азмайпарашвілі). Також був учасником чемпіонату світу серед юніорів у роках 1977 (до 16 років), 1979 (до 18 років) і 1980 (до 20 років), найкращий результат в тих матчах показав у 1980 році в Дортмунді (ЧС до 20 років), де посів 4-те місце (позаду Гаррі Каспарова, Найджела Шорта та Івана Моровіча Фернандеса). Неодноразово брав участь у фіналі чемпіонату Румунії, здобувши дві медалі: золоту (1986) та срібну (1988). 1989 року виступив у складі національної збірної на командному чемпіонаті Європи, який відбувся в Хайфі, де румунські шахісти посіли 6-те місце. Двічі (1982, 1994) взяв участь у командній першості балканських країн, 1982 року в Пловдиві здобувши бронзову медаль. 1998 року поділив 2-ге місце (позаду Владислава Неведничого, разом з Даніелем Молдованом) на турнірі за круговою системою в Брашові.
Найвищий рейтинг Ело в кар'єрі мав станом на 1 липня 2000 року, досягнувши 2510 очок займав тоді 7-ме місце серед румунських шахістів.